# Сосновка (Дзержинский район)
Сосновка — упразднённая деревня в Дзержинском районе Красноярского края России. На момент упразднения входила в состав Денисовского сельсовета. Исключена из учётных данных в 1998 году.

## География
Располагалась на правом берегу реки Усолка (приток реки Тасеева), на расстоянии приблизительно 2 км по прямой к северо-востоку от деревни Колон.

## История
Упразднена постановлением Губернатора Красноярского края от 6 мая 1998 года № 265-П в связи с выездом всех жителей для постоянного проживания в другие населённые пункты.